# بوبي ماكين (لاعب كرة قدم)
بوبي ماكين (بالإنجليزية: Bobby McKean)‏ هو لاعب كرة قدم بريطاني في مركز الوسط، ولد في 8 ديسمبر 1952 في East Kilbride ‏ في المملكة المتحدة، وتوفي في 15 مارس 1978 في بارهيد في المملكة المتحدة بسبب تسمم بأحادي أكسيد الكربون. شارك مع منتخب اسكتلندا لكرة القدم. أما مع النوادي، فقد لعب مع نادي رينجرز ونادي سانت ميرين.

## وصلات خارجية
- بوبي ماكين (لاعب كرة قدم) على موقع الاتحاد الإسكتلندي (الإنجليزية)
- بوبي ماكين (لاعب كرة قدم) على موقع قاعدة بيانات كرة القدم.إي يو (الإنجليزية)
- بوبي ماكين (لاعب كرة قدم) على موقع ناشيونال فوتبول تيمز (الإنجليزية)
- بوبي ماكين (لاعب كرة قدم) على موقع Soccerbase.com (لاعب) (الإنجليزية)